# PLASTIC DOLL
PLASTIC DOLL（プラスティックドール）は、日本のロックバンド。愛称・略称はプラドル。東京にて1995年9月に結成。渋谷を中心にLIVE活動を行う。 2000年レーベル発足。 同年11月に1st ALBUM「 Un PLAROID」を発表。

## メンバー
- AKIRA（アキラ）＝　岡山晃子（おかやま あきこ） 
ヴォーカル担当。福岡県出身。
- YU-KI（ユウキ）＝ 　大井佑記（おおい ゆうき） 
ギター担当。神奈川県出身。
- SOUSHIN (ソウシン）＝　乾浩太郎（いぬい こうたろう）
ベース担当。広島県出身。